# Campeonato Maranhense de Futebol de 2015 - Segunda Divisão
A Segunda Divisão de 2015 do Campeonato Maranhense de Futebol foi a 15ª edição da categoria no estado do Maranhão.
O campeão (Maranhão AC) do Campeonato Maranhense de Futebol Série B de 2015 teve vaga assegurada no Campeonato Maranhense de Futebol de 2016.

## Formato de disputa
O Campeonato Maranhense da Série B de 2015 foi disputado por 5 equipes em 2 turnos.
No Primeiro Turno as 5 equipes se enfrentam em jogos de ida cada time joga 4 partidas, a equipe que somar o maior número de pontos vence o turno e garante vaga na final do Campeonato,
No Segundo Turno o regulamento é o mesmo do primeiro porem com o mando de campo invertido, a equipe que somar o maior número de pontos vence o returno e garante vaga na final do Campeonato
O Campeão de cada turno decide o titulo da Série B Maranhense em dois jogos.
Apenas o Campeão garante vaga na Série A em 2016.
Caso a mesma equipe vença os dois turnos conquista o título antecipadamente sem a necessidade de partida extra. O vice campeão será definido pela classificação geral somando os dois turnos.

### Critérios de desempate
Em caso de empate por pontos entre dois ou mais clubes, os critérios de desempate seriam aplicados na seguinte ordem:
1. Número de vitórias
2. Saldo de gols
3. Gols marcados
4. Confronto direto
5. Número de cartões vermelhos
6. Número de cartões amarelos
7. Sorteio

## Participantes
| Equipe      | Cidade                 | 2014          | Estádio de Futebol  | Capacidade | Último Título  |
| Americano   | Bacabal                | 10º (Série A) | Nhozinho Santos     | 12 891     | 0 (Não possui) |
| Babaçu      | São Mateus do Maranhão | 4º            | Nhozinho Santos     | 12 891     | 0 (Não possui) |
| Boa Vontade | São Luís               | 3º            | Nhozinho Santos     | 12 891     | 0 (Não possui) |
| Maranhão    | São Luís               | 9º (Série A)  | Castelão (Maranhão) | 41 000     | 0 (Não possui) |
| Marília     | Imperatriz             | Não Disputou  | Frei Epifânio       | 10 000     | 0 (Não possui) |

## Primeira Fase
|  | Equipes classificadas a final |
|  | Equipes eliminadas            |

### Primeira Rodada
| 13 de setembro | Babaçu | 1 – 2 | Boa Vontade | Castelão, São Luís |
| 14:00          |        |       |             |                    |

| 13 de setembro | Americano | 0 – 4 | Maranhão | Castelão, São Luís |
| 16:00          |           |       |          |                    |

### Segunda Rodada
| 16 de setembro | Maranhão | 2 – 0 | Babaçu | Dário Santos, São José de Ribamar |
| 20:00          |          |       |        |                                   |

| 24 de setembro | Boa Vontade | 1 – 1 | Marília | Dário Santos, São José de Ribamar |
| 16:00          |             |       |         |                                   |

### Terceira Rodada
| 19 de setembro | Babaçu | 3 – 2 | Marília | Dário Santos, São José de Ribamar |
| 15:00          |        |       |         |                                   |

| 19 de setembro | Americano | 2 – 3 | Boa Vontade | Dário Santos, São José de Ribamar |
| 17:00          |           |       |             |                                   |

### Quarta Rodada
| 27 de setembro | Marília | 2 – 0 | Americano | Frei Epifânio, Imperatriz |
| 16:00          |         |       |           |                           |

| 27 de setembro | Boa Vontade | 0 – 3 | Maranhão | Castelão, São Luís |
| 16:00          |             |       |          |                    |

### Quinta Rodada
| 30 de setembro | Marília | 3 – 2 | Maranhão | Frei Epifânio, Imperatriz |
| 16:00          |         |       |          |                           |

| 30 de setembro | Americano | 6 – 0 | Babaçu | Dário Santos, São José de Ribamar |
| 16:00          |           |       |        |                                   |

### Desempenho por rodada
- Clubes que lideraram o campeonato ao final de cada rodada:

| 1   | 2   | 3   | 4   | 5   |
| MAC | MAC | BVO | MAC | MAC |

- Clubes que ficaram na última posição do campeonato ao final de cada rodada:

| 1   | 2   | 3   | 4   | 5   |
| AME | AME | AME | AME | BAB |

- Clubes que lideraram o campeonato ao final de cada rodada:

| 1   | 2   | 3   | 4   | 5   |
| MAC | MAC | MAC | MRL | MRL |

- Clubes que ficaram na última posição do campeonato ao final de cada rodada:

| 1   | 2   | 3   | 4   | 5   |
| AME | BVO | BVO | BVO | BVO |

## Final da Série B

### Jogo de Ida
| 21 de outubro | Marília | 0 – 2 | Maranhão | A definir |
|               |         |       |          |           |

### Jogo de Volta
| 25 de outubro | Maranhão               | 2 – 0 | Marília | Estádio Castelão |
|               | Elton 13' · Curuca 18' |       |         |                  |

## Artilharia
| Gols | Jogador       | Time    |
| ---- | ------------- | ------- |
| 6    | Júnior Chicão | Marília |

## Premiação
| Segunda Divisão de 2015                     |
| São Luís                                    |
| ------------------------------------------- |
| Maranhão Atlético Clube Campeão (1° título) |